# Julia Domna
Julia Domna (en latín, Iulia Domna; Emesa, c. 160 – Antioquía, 217) fue una emperatriz consorte romana desde 193 a 211. Nació en Emesa, actual Homs en Siria, en el seno de una familia árabe siria de sacerdotes del dios El-Gabal. En 187 se casó con el libio Septimio Severo, que entonces era gobernador de la provincia romana de Galia Lugdunense y con quien tuvo dos hijos, Caracalla y Geta. En 193 estalló una guerra civil en Roma por el trono del imperio y poco después Severo se autoproclamó emperador. El conflicto terminó en 197 con la derrota de todos los oponentes de Septimio Severo.
Como emperatriz, Julia fue célebre por su influencia política, social y filosófica, así como por recibir los títulos de mater castrorum —«madre de los campamentos militares»—. Después de que el mayor de sus hijos, Caracalla, comenzara a gobernar con su padre, fue coemperatriz brevemente con la esposa de este, Fulvia Plautila, hasta que esta última cayó en desgracia. Tras la muerte de Severo en 211, Domna se convirtió en la primera emperatriz viuda en recibir los títulos de «Pia Felix Augusta», que quizá le otorgaban más poderes de los que nunca antes había gozado otra emperatriz madre romana. Sus dos hijos sucedieron a su padre como emperadores, pero tuvieron una relación conflictiva y Julia actuó como conciliadora, a pesar de lo cual Caracalla asesinó a su hermano Geta ese mismo año.
Julia acabó suicidándose en 217 tras saber del asesinato de su primogénito Caracalla en el transcurso de su campaña contra Partia, durante la cual ella lo había acompañado hasta Antioquía. Tras la muerte de Julia Domna, su hermana mayor Julia Mesa contendió con éxito por el poder político y logró restaurar en el poder a la dinastía Severa con el acceso al trono imperial de su nieto Heliogábalo en 218. La dinastía permaneció en el poder hasta 235, cuando finalizó el reinado de Alejandro Severo, primo y sucesor de Heliogábalo, lo cual marcó el inicio de la Crisis del siglo III.

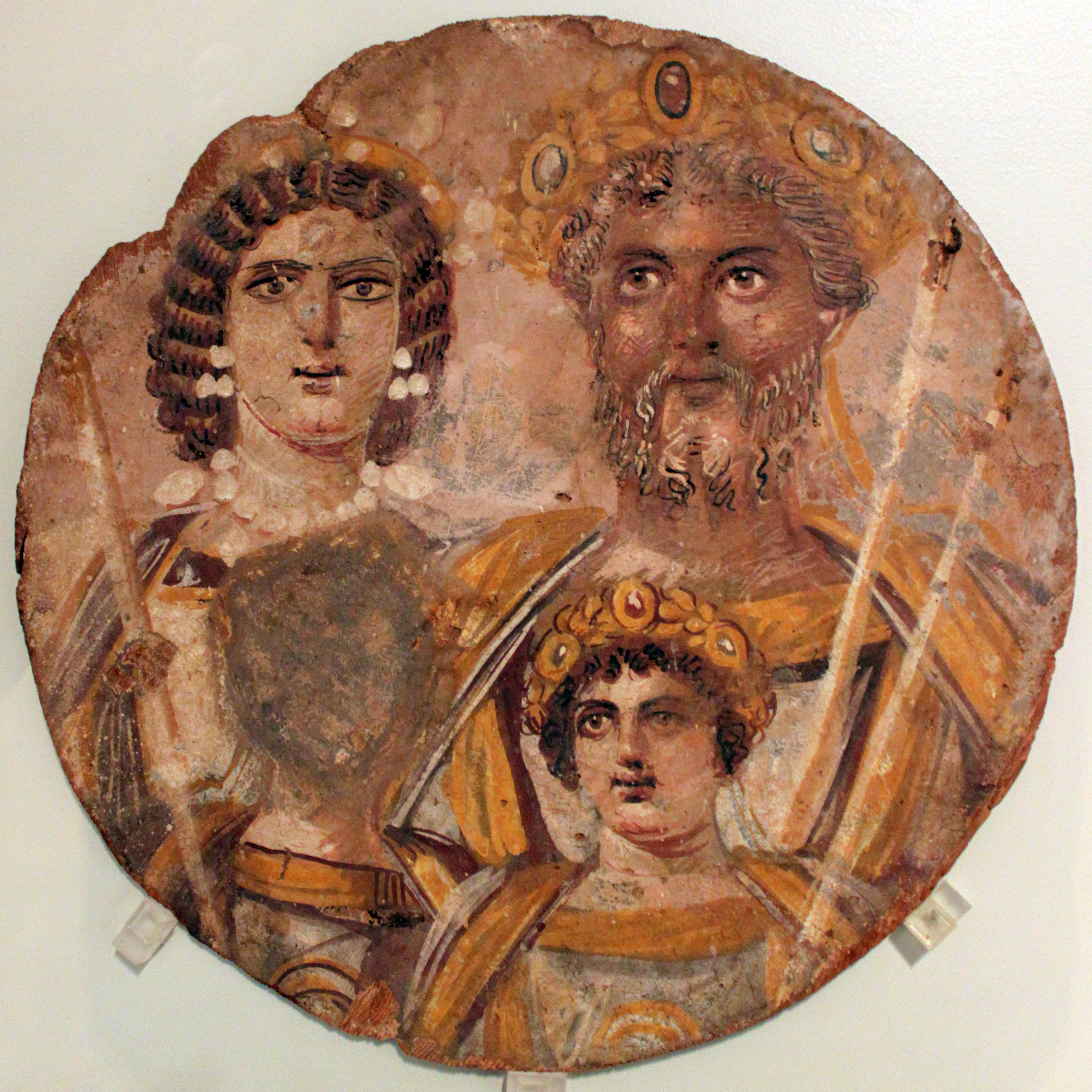
Tondo Severiano. Retrato de la familia imperial: arriba, Julia Domna y Septimio Severo; abajo, Geta, borrado por damnatio memoriae, y Caracalla.

## Familia
Julia Domna nació en Emesa, actual Homs en Siria, hacia 160 en una familia árabe que formaba parte de la dinastía de la ciudad. Su nombre, Domna, es una palabra árabe arcaica que significa «negro», en referencia a la naturaleza de El-Gabal, que tomó la forma de una piedra negra. Era la hija pequeña de Cayo Julio Bassiano, sumo sacerdote del dios Baal, y hermana de Julia Mesa. De su hermana y el marido de esta, Cayo Julio Avito Alexiano, Domna tuvo dos sobrinas: Julia Soemias y Julia Mamea, las madres respectivas de los futuros emperadores Heliogábalo (r. 218–222) y Alejandro Severo (r. 222–235).
Los ancestros de Julia Domna fueron reyes sacerdotes del famoso templo de El-Gabal. Era una familia muy rica que ascendió a la aristocracia senatorial romana. Antes de su matrimonio, Julia heredó el patrimonio de su tío abuelo paterno, Julio Agripa, un antiguo centurión.

### Matrimonio
La Historia Augusta relata que, tras enviudar hacia 186, el político Septimio Severo escuchó la predicción de una mujer de Siria que se casaría con un rey. Severo decidió convertir a esa mujer, que era Domna, en su esposa. A principios de 187 Basiano aceptó la propuesta de matrimonio de Severo y en verano la pareja se desposó en Lugdunum, actual Lyon en Francia, de la que Severo era gobernador. El enlace se demostró afortunado, porque Severo apreciaba a Julia y sus opiniones políticas debido a que era una mujer culta y estudiante de filosofía. Tuvieron dos hijos, Caracalla —Lucio Septimio Bassiano— en 188 y Geta —Publio Septimio Geta— en 189.

## Guerra civil

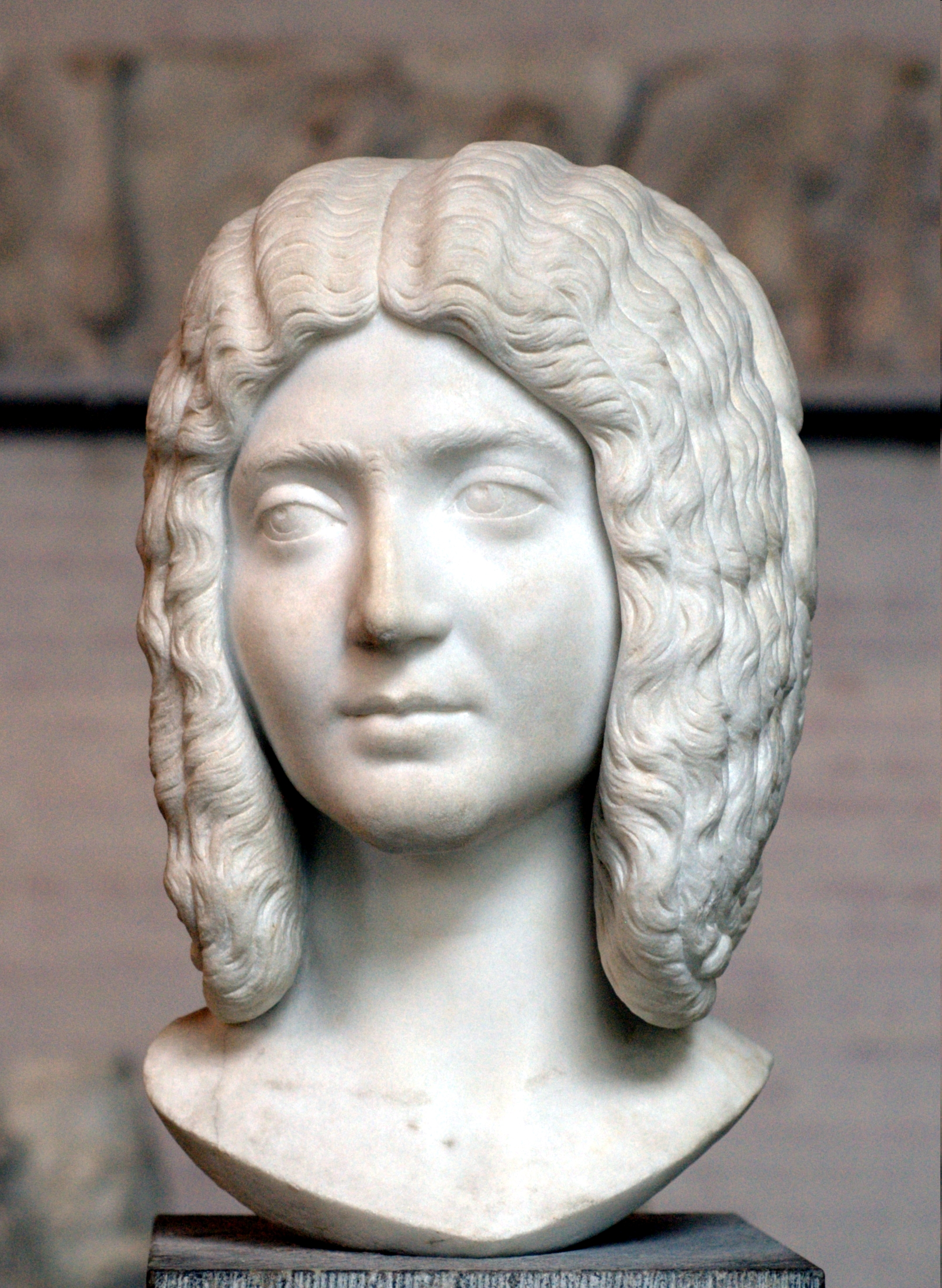
Busto de Julia Domna, Gliptoteca de Múnich (c. 200).

Después de que el emperador Cómodo fuera asesinado en 192 sin haber dejado un heredero, varios contendientes trataron de hacerse con el trono, entre ellos Septimio Severo, marido de Julia. La Guardia pretoriana nombró nuevo emperador de Roma a un veterano senador, Pertinax, pero cuando este demostró no ser capaz de atender a las demandas económicas de la Guardia, también fue asesinado. Otro senador, Didio Juliano, adquirió el título de emperador en Roma después de que este fuera subastado por la guardia pretoriana. Severo, entonces gobernador de Panonia Superior, marchó desde el norte con sus tropas sobre Roma, tras lo que depuso a Juliano y lo ejecutó.
En 193 Septimio Severo reclamó el título de emperador. Después de ofrecer el título de César (sucesor) al poderoso gobernador de Britania, Clodio Albino, Severo se centró en acabar con otro rival por el trono, Pescenio Níger, a quien derrotó en la batalla de Issos en 194. Cuando poco después Severo proclamó a su hijo Caracalla como sucesor, Clodio Albino fue aclamado como emperador por sus tropas. La nueva guerra civil acabó con la derrota y muerte de Albino por las fuerzas de Severo en la batalla de Lugdunum en 197. Así, Julia se convirtió en emperatriz consorte.

## Poder e influencia

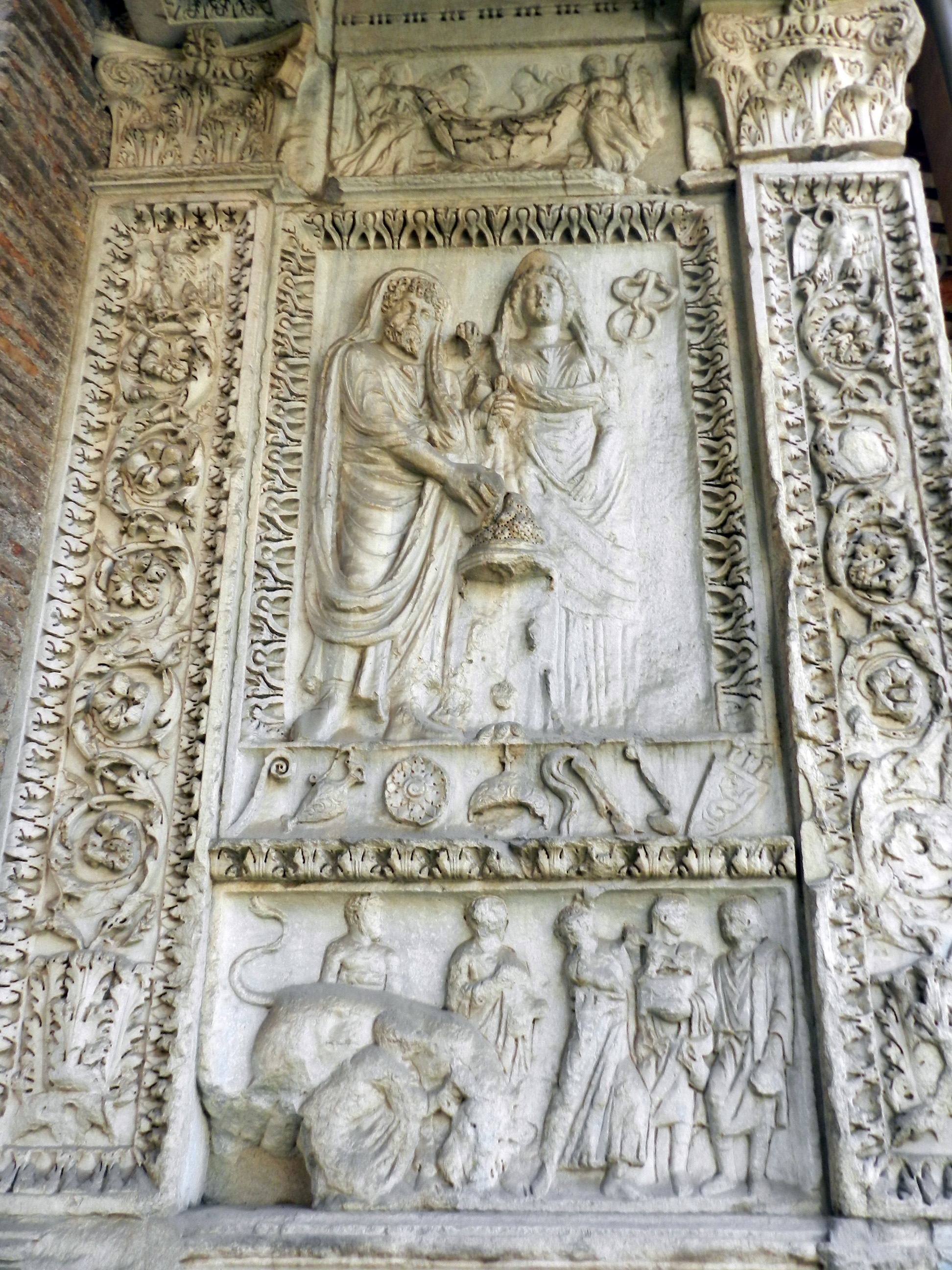
Septimio Severo y Julia Domna en un panel en mediorelieve que decora el interior del Arco de los argentarios en Roma.

A diferencia de la mayoría de las consortes de emperadores romanos, Julia acompañó a su marido en las campañas militares y acampó con las legiones. En palabras de la historiadora Barbara Levick, Domna «superó a todas las demás emperatrices en el número y variedad de sus títulos oficiales». En esta época, le concedieron varios títulos honorarios similares a los que se le habían dado a Faustina la Menor, esposa de Marco Aurelio, entre estos mater castrorum, madre de los campamentos legionarios, mater Augustus, madre del Augusto, y mater patriae, madre de la patria. Fue respetada y bien valorada durante la mayor parte de su reinado, evidencia de lo cual son las monedas que se acuñaron con su efigie en las que se la menciona con sus títulos o simplemente como «Julia Augusta». El título Pia Felix Augusta, “mater senatus” y “mater patriae” que recibió después de la muerte de Severo fue «quizás una forma de señalar que Domna había absorbido y daba continuidad a los atributos de su marido» después de la muerte de aquel.
Severo ordenó acuñar varios medallones para Domna ya desde 207, en el reverso de los cuales se leía «Vesta Mater» (Madre Vesta), lo cual, de acuerdo con la historiadora Molly M. Lindner, «podría aludir a una invocación a Vesta durante los rezos y súplicas que realizaban las vírgenes vestales cada vez que rezaban públicamente».
La emperatriz también se involucró en proyectos arquitectónicos, como el Aedes Vestae, el Templo de Vesta, destruido durante el incendio de 192 bajo el reinado de Cómodo. Según se desprende de evidencias numismáticas, relatos de historiadores y una lacónica inscripción hallada in situ, algunos estudiosos están de acuerdo en que Julia financió la restauración del lugar durante el reinado de Septimio Severo.

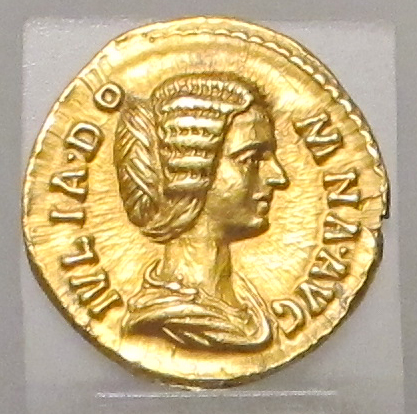
Áureo con la efigie de Julia Domna.

## Transición en el poder

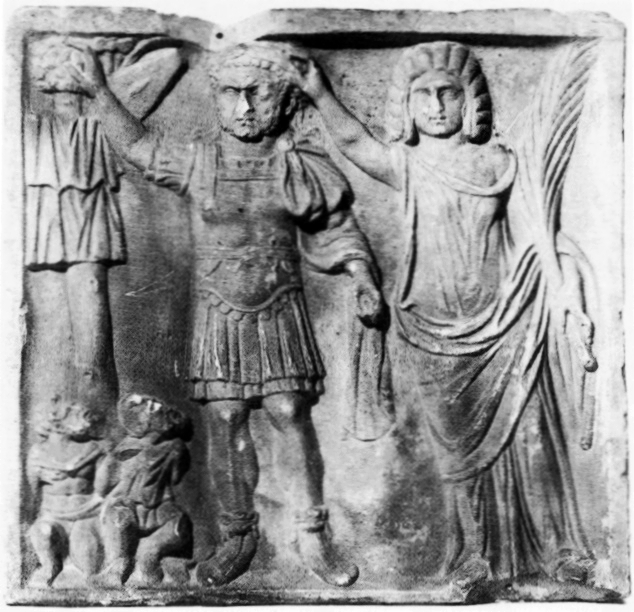
Relieves de Caracalla y Julia Domna, Museo Nacional de Varsovia.

Cuando murió Severo en 211 en la ciudad de Eboracum, actual York en Inglaterra, Julia pasó a ser la mediadora entre sus dos hijos, Caracalla y Geta, que se suponía que iban a gobernar como coemperadores de acuerdo con el deseo expresado por su padre en las últimas voluntades. Los dos jóvenes nunca se llevaron bien y tuvieron numerosas disputas. Geta fue asesinado por los soldados de Caracalla ese mismo año, tras lo cual su nombre fue borrado de todas las inscripciones y se declaró una damnatio memoriae contra él.

## Fallecimiento
Durante su campaña contra el Imperio parto en 217, Caracalla fue asesinado por un soldado romano. Tras tener noticia del magnicidio, Julia decidió suicidarse, aunque esta decisión quizá pudo estar también precipitada tras saber que padecía cáncer de mama y por su renuencia a regresar a una vida privada. Su hermana Julia Mesa consiguió restaurar a la dinastía Severa con su nieto Heliogábalo en 218, la cual gobernó Roma hasta el año 235, cuando comenzó la crisis del siglo III, un turbulento período de guerras civiles de medio siglo de duración. El cadáver de Julia Domna fue llevado a Roma e inhumado en el Sepulcrum C. et L. Caesaris, que quizás era una cámara separada en el Mausoleo de Augusto. Tiempo después sus restos y los de Geta fueron transferidos por orden de Julia Maesa al Mausoleo de Adriano. Poco después, por votación del Senado Romano, tanto Julia Domna, como su hermana, Julia Maesa fueron deificadas o divinizadas.

## Legado
Julia Domna es recordada por animar al escritor Filóstrato de Atenas a escribir Vida de Apolonio de Tiana. Se cree que Julia murió antes de ver acabada esta magna obra de ocho volúmenes. La emperatriz también influyó en la moda romana: sus peinados fueron después copiados por la emperatriz Salonina, esposa de Galieno, y por la reina Zenobia de Palmira. También se cree que Julia introdujo en Roma el uso de pelucas, una moda asiria.

## Julia Domna en la literatura
La figura de Julia Domna es el eje central de la bilogía de novelas históricas escritas por Santiago Posteguillo en Yo, Julia (Premio Planeta, 2018) y su secuela, Y Julia retó a los dioses. Es igualmente citada en Heliogábalo o el anarquista coronado (1934), de Antonin Artaud.